# Tethina simplex
Tethina simplex är en tvåvingeart som först beskrevs av Collin 1966.  Tethina simplex ingår i släktet Tethina och familjen Canacidae. Inga underarter finns listade i Catalogue of Life.